# Basarab I.
Basarab I., rani vladar Vlaške kneževine možda od 1310. do 1352. godine. Ponekad je bio spominjan kao i Întemeietorul ("Osnivač"), priznavši njegovu ulogu u stvaranju države, zajedno sa svojom pozicijom zajedničkog pretka vladara u Basarabskoj dinastiji.
Njegovo ime je kumanskog podrijetla, a znači "otac kralj";  Basar znači "vladati", aba znači "otac". U kasnom 19. stoljeću, Bogdan Petriceicu Hasdeu predložio je ideju da je njegovo ime autohtono, od riječi ban što znači vladar, i Dačke riječi saraba što znači "glava" (još uvijek prisutno u nekim rumunjskim regijama kao sarâmb), ali danas ova etimologija je zanemarena.
Basarabov otac Thocomerius (mađarski: Tihomir) bio je vjerojatno prvi vojvoda koji je prvi vladao cijelom Vlaškom. Basarab je postao vazal Ugarskog kraljevstva ali između 1324-1325 okrenuo se protiv ugarskog kralja. U mađarskom dokumentu koji je objavio Karlo I. Robert (26.srpnja 1324.) spominjan je kao "naš transalpski vojvoda" ali skoro godinu dana poslije u diploni 18. srpnja 1325 spominjan je kao "Transalpski Bazarab, nevjeran kraljevoj svetoj kruni".
Godine 1330. porazio je hrvatsko-ugarskog kralja Karla I. Roberta u bitci kod Posade i tako je postigao neovisnost Vlaške. Jedan od najvažnijih zapisa ove bitke je Bečka oslikana kronika.

## Poveznice
- Vlaška
- Besarabija
- Kumani